# Gruppo del Sorapiss
Il Gruppo del Sorapiss (o, più semplicemente, Sorapíss o Sorapís, originariamente Sorapisc in ladino) è uno dei principali gruppi delle Dolomiti Ampezzane in provincia di Belluno. Il massiccio del Sorapiss è compreso nei territori di Cortina d'Ampezzo, San Vito di Cadore e Auronzo di Cadore. Ha la forma di una U, aperta verso la valle dell'Ansiei (nordest).

## Toponimo
Il termine pisc (da "piscé", urinare) è molto diffuso nella toponomastica dell'area ladina per indicare cascate e cascatelle. Il toponimo si riferiva in origine al lago, indicandone la posizione sovrastante una cascata. Simmetricamente, il tratto inferiore del ruscello prende infatti il nome di Sopisc (cioè sotto la cascata).

## Storia

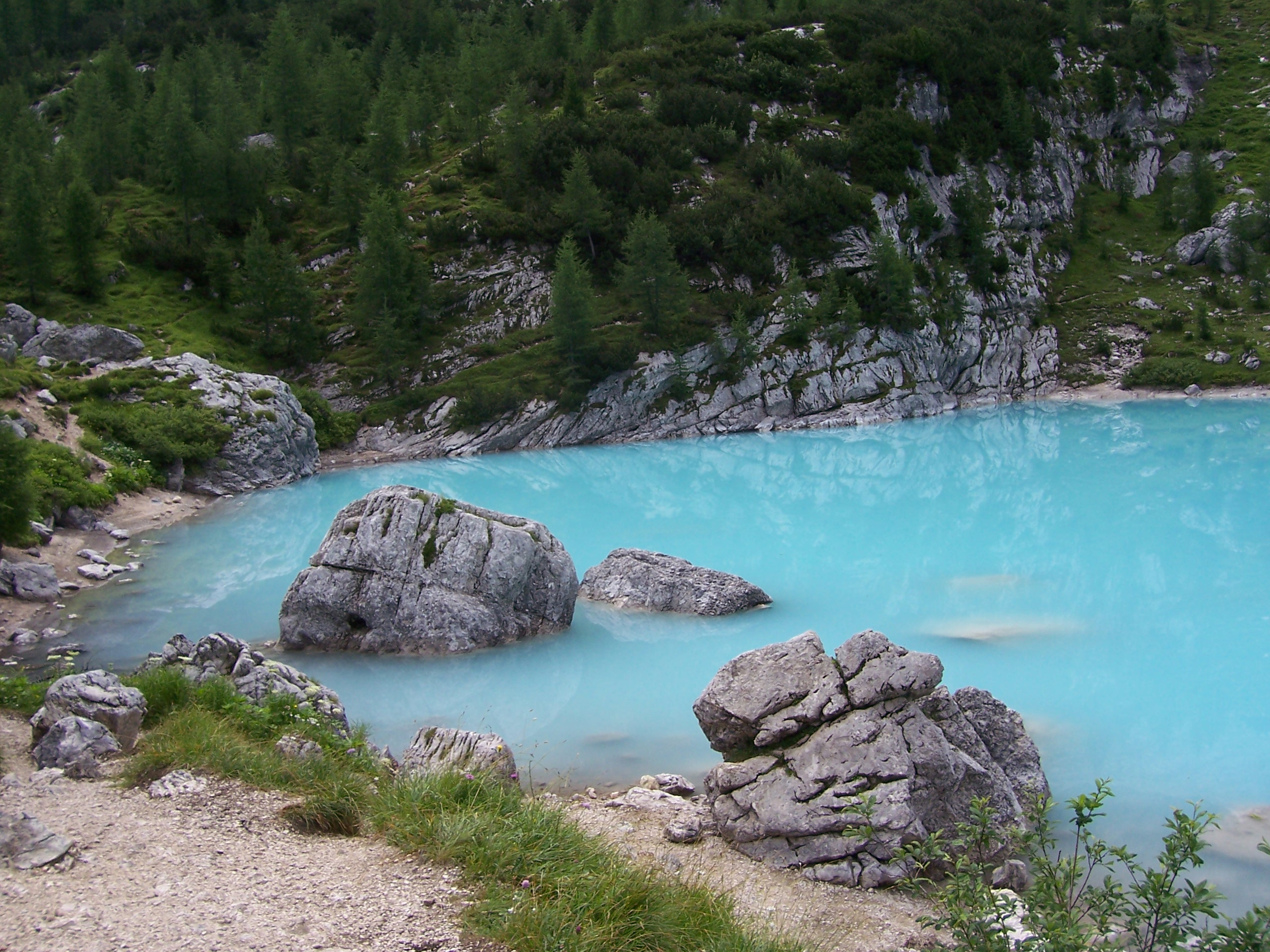
Il laghetto del Sorapis, nei pressi del rifugio Alfonso Vandelli.

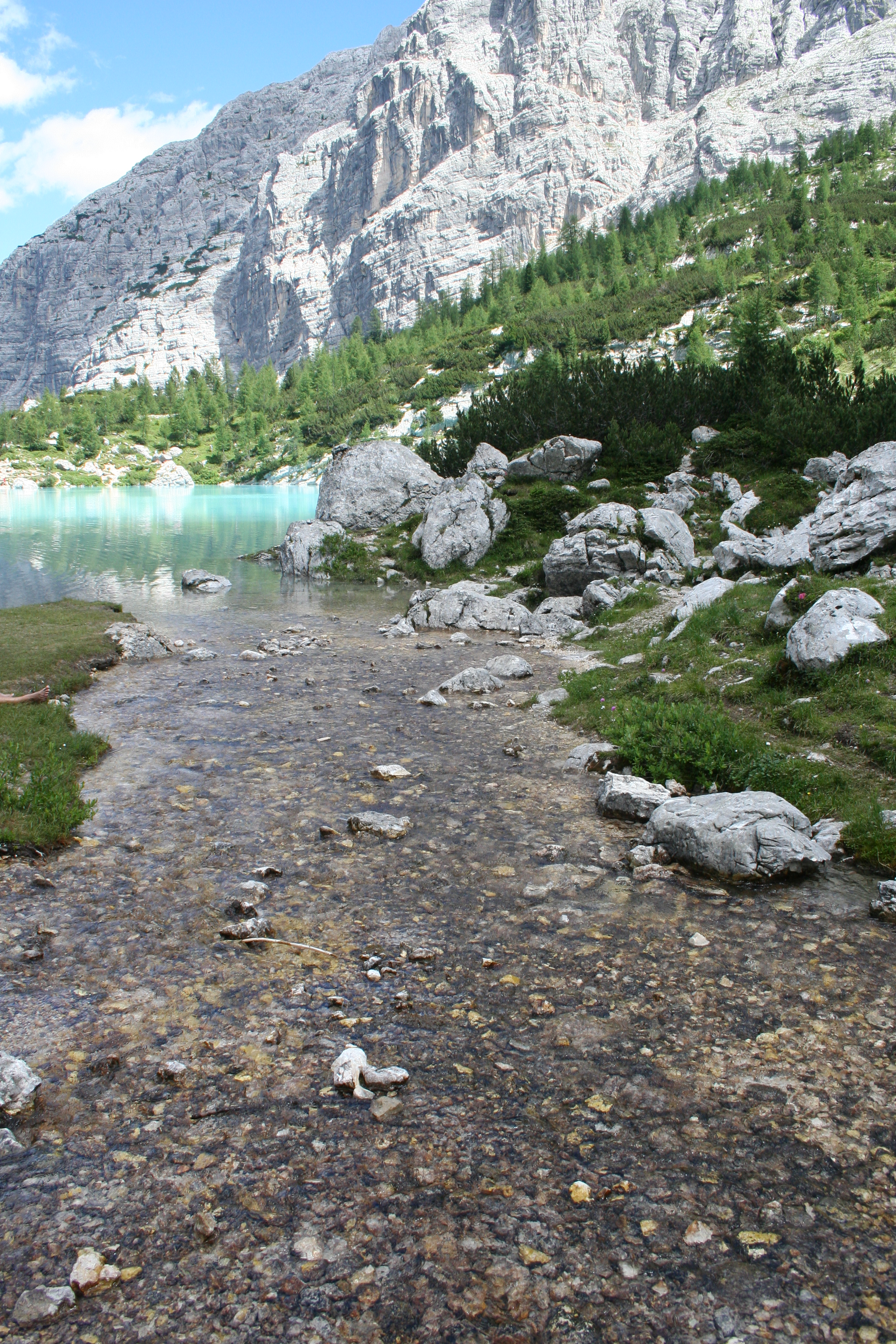
Vista del Lago Sorapiss dal torrente che lo alimenta, il 2 agosto 2013.

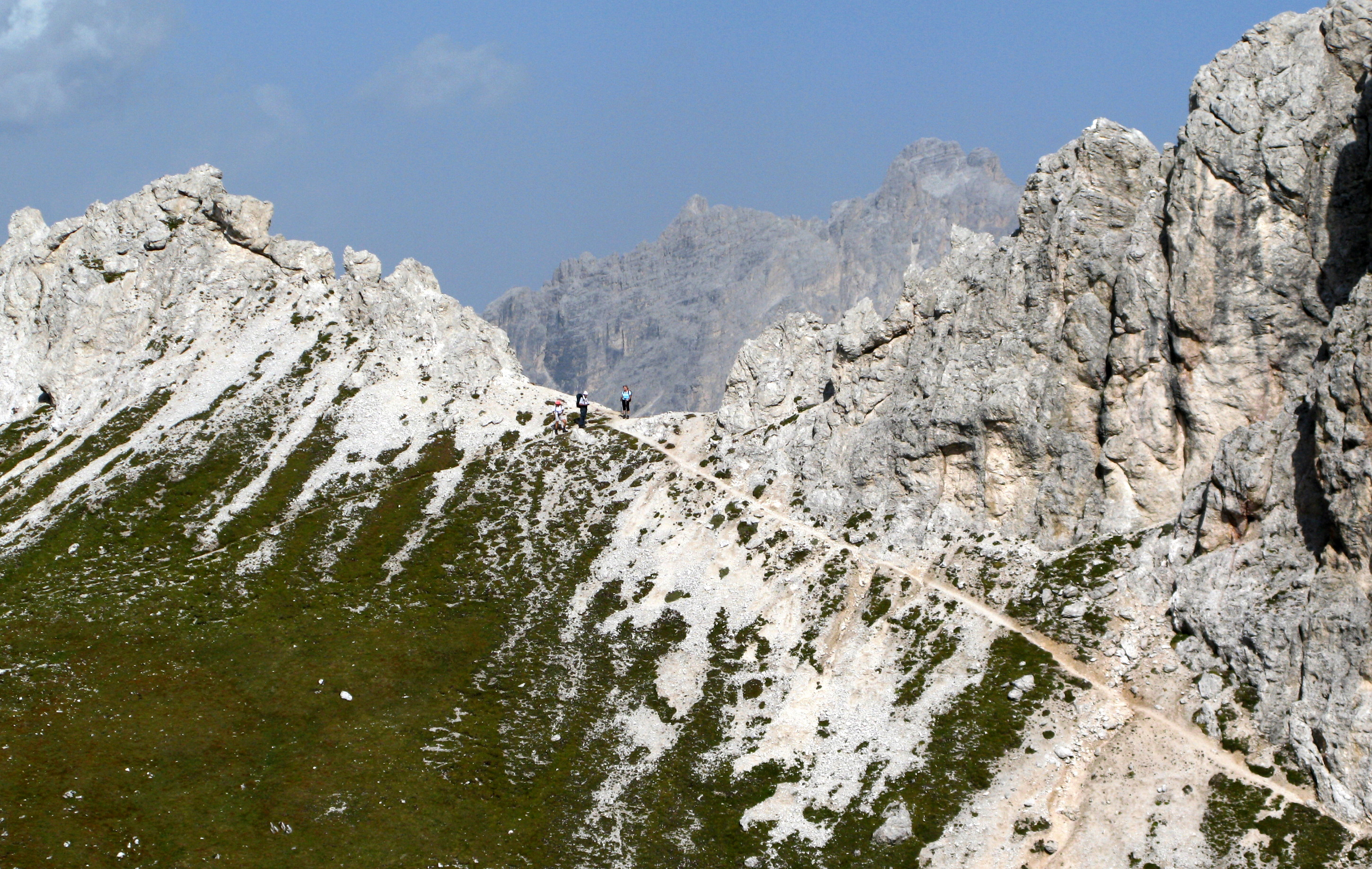
Forcella Ciadin del Loudo- sentiero N° 223.

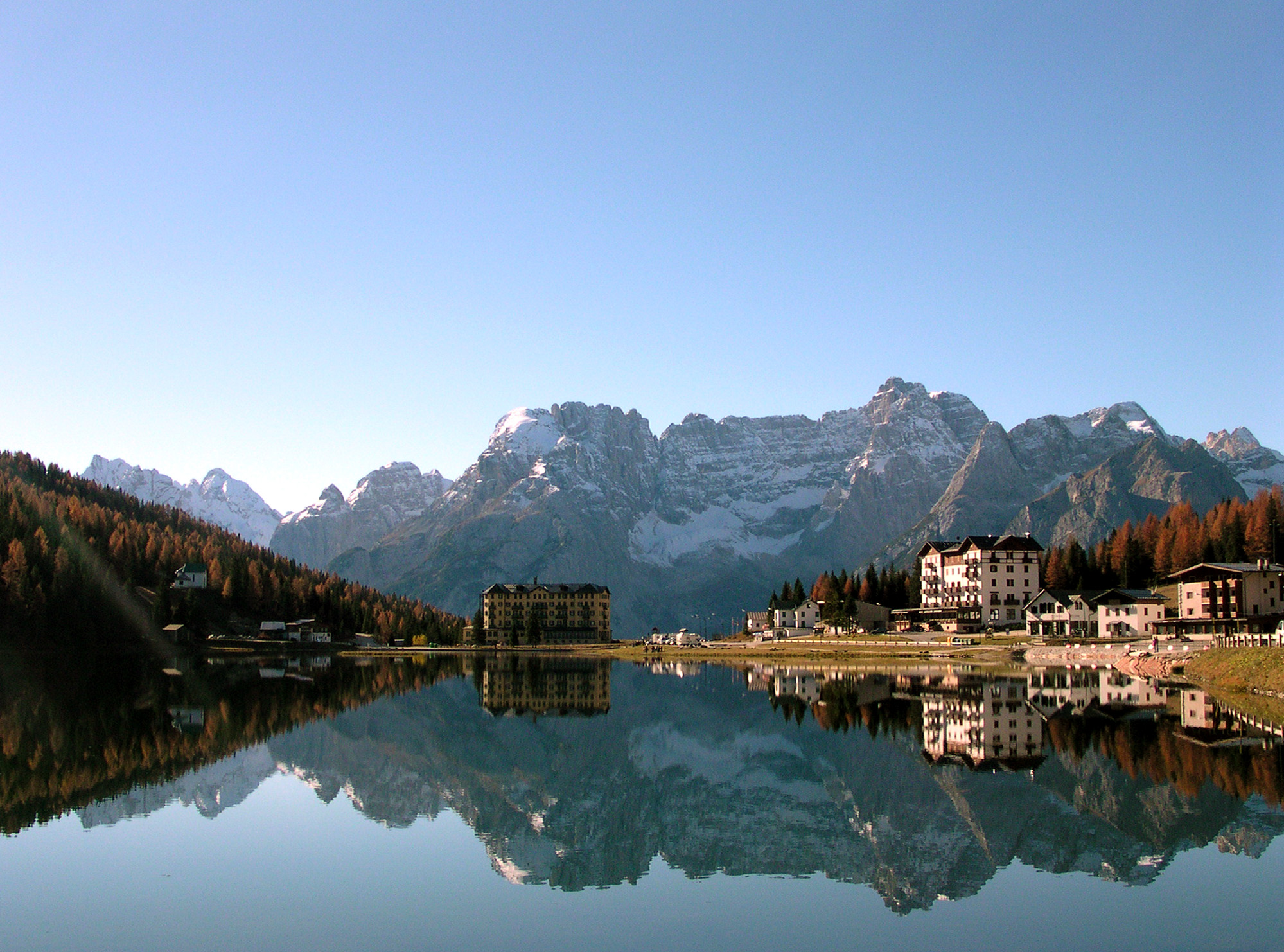
Veduta del Gruppo del Sorapiss dal lago di Misurina.

La prima ascensione della cima fu compiuta dall'alpinista austriaco Paul Grohmann nel 1864. Il 27 agosto 1929 fu compiuta da Emilio Comici e G. Fabian, sulla vetta della seconda Sorella, la prima ascensione dolomitica italiana del VI grado. All'alba del 1º ottobre 2013 a un'altezza di 3150 m si è staccata una frana larga circa 300 metri e alta 400 metri dalla croda Marcora, vetta secondaria posta circa 500 m a sudovest della cima principale.

### La leggenda
Ripresa anche da una famosa canzone di Claudio Baglioni, la leggenda narra di Misurina, una piccola bambina capricciosa e dispettosa che vive tenuta letteralmente nel palmo della mano del suo gigantesco padre: il re Sorapiss che, per esaudire l'ennesimo desiderio della piccola ed ottenere per lei lo specchio magico dalla Regina del Monte Cristallo, viene tramutato in montagna. Durante gli ultimi attimi della trasformazione questi vede la piccola precipitare e le sue lacrime sgorgando come fiumi formano il lago sotto il quale va a giacere per sempre la piccola con lo specchio magico: il lago di Misurina.

## Caratteristiche
È costituito da un massiccio centrale comprendente la Punta Sorapiss (3205 m), la Fopa di Mattia ( 3 155 m), la Croda Marcora (3154 m) e le Tre Sorelle (3005 m), dal quale si staccano due lunghi contrafforti verso nordest e un terzo centrale più breve. Celebre è la veduta della montagna dal lago di Misurina (Auronzo di Cadore), da dove il Sorapìss appare come un anfiteatro di roccia che va a specchiarsi nelle limpide acque del lago. Il gruppo è attraversato dall'Alta via n. 3 e dall'Alta via n. 4.

## Classificazione

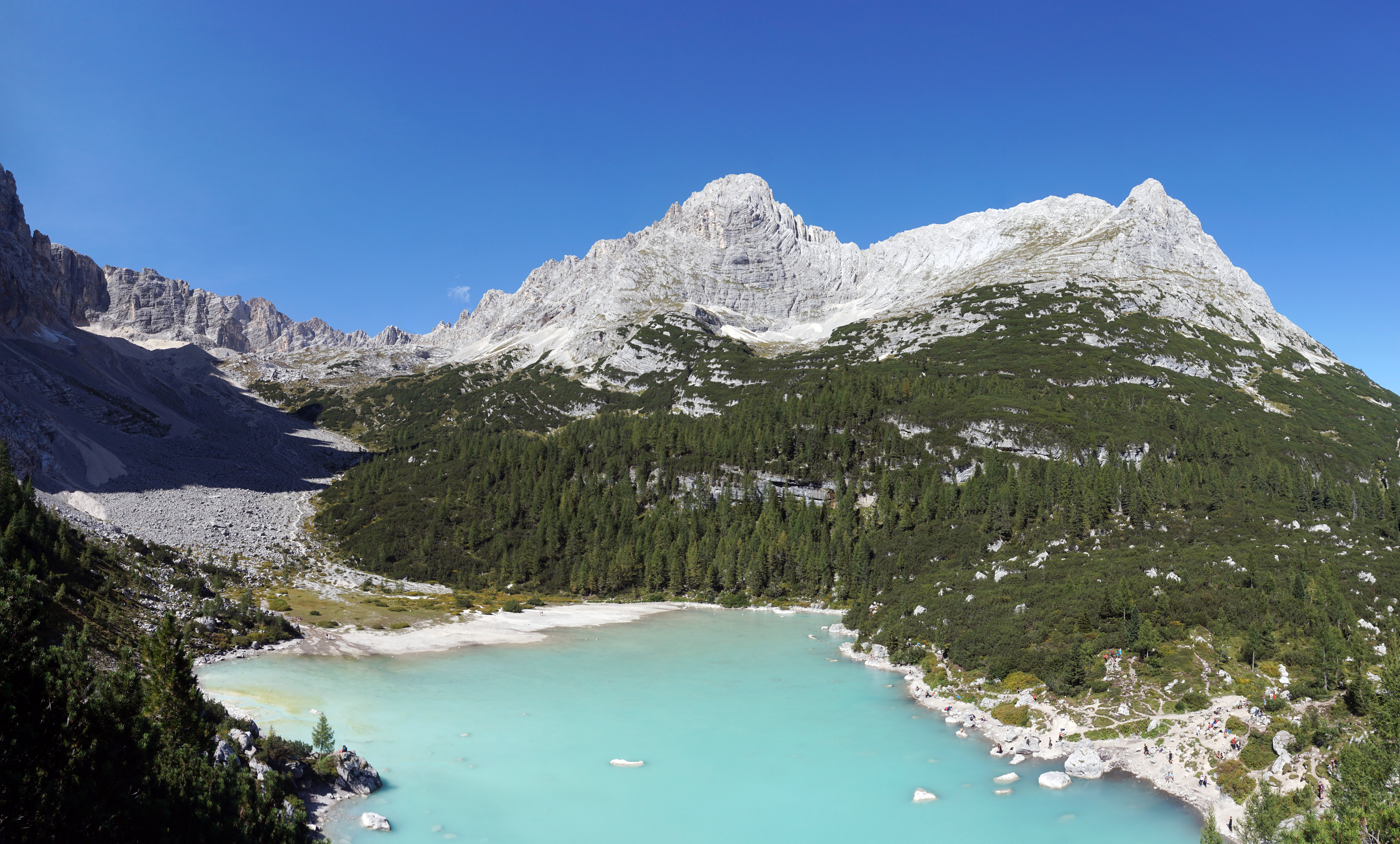
Il lago del Sorapiss e l'anfiteatro di cime che lo avvolge.

La SOIUSA lo vede come un gruppo con la seguente classificazione:
- Grande Parte = Alpi Orientali
- Grande Settore = Alpi Sud-orientali
- Sezione = Dolomiti
- Sottosezione = Dolomiti di Sesto, di Braies e d'Ampezzo
- Supergruppo = Dolomiti Ampezzane
- Gruppo = Gruppo del Sorapiss
- Codice = II/C-31.I-D.20

## Suddivisione
La SOIUSA lo suddivide in tre sottogruppi:
- Diramazione della Punta Nera (a)
- Bastione del Sorapiss (b)
- Contrafforte del Banco (c)

### Principali rifugi
I principali rifugi alpini presenti nel gruppo sono:
- Rifugio Alfonso Vandelli (1926 m)
- Rifugio Tondi di Faloria (2327 m)
- Rifugio San Marco

Sono gestiti dal CAI di Venezia.
Esistono inoltre alcuni bivacchi fissi: lo Slataper e il Comici che offrono appoggio agli alpinisti in alta quota.

### Vie ferrate
Tre importanti vie ferrate attraversano il gruppo:
- via ferrata Francesco Berti
- via ferrata Carlo Minazio
- via ferrata Alfonso Vandelli

## Area protetta
Il Sorapiss fa parte dell'area protetta “Antelao, Marmarole, Sorapis”, sito di interesse comunitario e zona di protezione speciale.